# 洱源鼠尾草
洱源鼠尾草（学名：Salvia lankongensis）为唇形科鼠尾草属的植物，是中国的特有植物。分布在中国大陆的云南等地，生长于海拔3,780米的地区，常生于灌丛草地，目前已由人工引种栽培。